# ری بردیس
ری بردیس (انگلیسی: Ray Burdis؛ زادهٔ ۲۳ اوت ۱۹۵۸) بازیگر، فیلم‌نامه‌نویس، تهیه‌کننده فیلم و کارگردان فیلم اهل بریتانیا است.
از فیلم‌ها یا برنامه‌های تلویزیونی که وی در آن نقش داشته‌است می‌توان به گاندی، ماشین مرگ و تفاله اشاره کرد.